# Pisandre d'Esparta
Pisandre (en llatí Peisander, en grec antic Πείσανδρος) fou un noble espartà, cunyat d'Agesilau II.
El rei, que havia rebut autoritat per designar alts càrrecs militars, el va nomenar almirall de la flota el 395 aC. Encara que valent i amb desig de distingir-se, Pisandre no tenia prou experiència, però el rei va mostrar un cert nepotisme en els seus nomenaments. L'any 394 aC va ser derrotat i mort en la batalla naval de Cnidos contra Conó i Farnabazos II. En parlen Xenofont, Plutarc i Pausànias. Diodor de Sicília també en parla, però l'anomena erròniament Periarc.